# عبدي باشا (والي بغداد)
كبكي عبدي باشا:أو عبدي باشا قوجه ابن سرخوش علي باشا، سياسي عثماني من مماليك العراق أصبح والياً على بغداد سنة (1190 ه‍/1776 م) خلفاً للوالي مصطفى باشا الأسبيناخجي. فبعد ان وصلت الأخبار بعدم لياقة مصطفى باشا للحكم قرر أمناء الدولة عزله وتولية المير ميران كبكي عبدي باشا مكانه، وصدر الفرمان بذلك. وكانت مدة حكم عبدي باشا (17) يوماً، وعلى قول بلغت (40) أو (45) يوماً، حيث وردت البشرى انه عهدت إيالة بغداد إلى عبد الله باشا الكهية خلفاً للوالي عبدي باشا، وفتح الطريق لمغادرة عبدي باشا. وكل ذلك كان نهاية عام 1190 ه‍.

## ترجمة عبدي باشا
هو عبدي باشا ابن سرخوش علي باشا، وفي مصادر أخرى عبدي باشا قوجه.وكان قد ترقى في المناصب حتى نال رتبة (مير ميران) ثم نال رتبة الوزارة. في (1177 ه‍/1762 م) أصبح والياً على قونية، ثم أصبح متصرف على كلس سنة (1178 ه‍/1763 م)، وواليا على طرابزون سنة (1179ه‍ /1764 م) وقونية سنة (1181 ه‍/1766 م)، ثم سيواس وقارص سنة (1182 ه‍/1767 م)، فمحافظاً على (ماجين) سنة (1184 ه‍/1769 م)، فمحافظاً على بازارجق سنة (1186 ه‍/1771 م)، ثم سر عسكر (قائداً عاماً للجيش). وفي سنة (1190 ه‍/1776 م) أصبح والياً على ديار بكر، ثم بغداد، وذلك في المدة من جمادي الآخرة إلى شوال من تلك السنة، وفي رواية أواسط جمادي الأول 1190 ه‍، ولكنه عزل بسبب تقصيره في إنقاذ البصرة (وتهاونه وتخاذله) كما في الأمر السلطاني المؤرخ في أوائل ربيع الأول (1190 ه‍/1776 م)، ثم تولى بعد عزله مرعش سنة 1190 ه‍، ثم إيج إيلي سنة (1194 ه‍/1782 م) وديار بكر وحلب سنة (1195 ه‍/1782 م).ثم شغل مناصب عسكرية مختلفة في الروملي (البلقان) حتى وفاته سنة (1216 ه‍/1801 م). وينفرد ياسين العمري عند ولاية عبدي باشا لبغداد بقوله: بان عبدي باشا ورد محافظاً (وهو منصب عسكري لا إداري) {فلما وصلها أتاه المنشور بولايتها}. ويظهر ان في طباعه قسوة وحدة بالغة. وفي قائمة أسماء ولاة بغداد (مخطوطة في مكتبة الأوقاف ببغداد) لقبه:الغازي، وهو لقب لا يناله إلا من يشارك في الحروب الخارجية. دفن في ديار بكر.